# Божићни јарац
Божићни јарац је скандинавски и северноевропски симбол и традиција Божића. Његово порекло је из германског паганизма и постојало је у многим варијантама током скандинавске историје. Савремени прикази божићног јарца типично су направљени од сламе.

## Историја
Порекло божићног јарца сеже у древне паганске празнике. Овај догађај јасно означава годишњи поновни улазак Сунца у астролошки знак Јарца, а јаре је приношено као жртва у част нордијског бога Њорда или Сатурна; бога пољопривреде и обиља који влада овим посебним знаком. Елемент "cornus" у Јарчевом имену (Capricorn) односи се на рог изобиља са својим обећањем о богатој жетви која долази. Иако је његово порекло нејасно, популарна теорија је да је прослава јарца повезана са обожавањем нордијског бога Тора, који се возио небом у кочијама које су вукла два јарца, Тангриснир и Тангњост; сеже до уобичајених индоевропских веровања. Последњем снопу жита у жетви приписана су магијска својства као духа жетве и чуван је за прославе Божића, између осталих под именом божићни јарац.
Ово се повезује са древним старо словенским веровањима у којима Коледа фестивал слави бога плодног сунца и жетве. Овог бога, Девца (познатог и као Дажбог), представљао је бели јарац, стога је на Коледа фестивалу увек била обучена особа као јарац, често захтевајући приносе у виду поклона. Фигура јарца величине човека позната је из сећања на Покољ младенаца витлејемских из 11. века, где ју је предводио човек обучен као Свети Никола, симболизујући његову контролу над ђаволом.
Друге традиције су вероватно везане за сноп кукуруза који се зове Божићни јарац. У Шведској су људи гледали на божићног јарца као на невидљивог духа који ће се појавити нешто пре Божића да би се уверио да су припреме за Божић обављене како треба.
Функција Божићног јарца се кроз векове разликовала. У скандинавском обичају који се одржава или на Божић или на Богојављење, младићи у костимима шетали би од куће до куће певајући песме, играјући представе и изводећи шале. Ова традиција је позната из 17. века и још увек траје у одређеним областима. Група божићних ликова често би укључивала божићног јарца, бунтовно и понекад страшно створење које захтева поклоне.
Током 19. века улога божићног јарца у целој Скандинавији се померила ка томе да постане доносилац божићних поклона, при чему се један од мушкараца у породици облачи у божићног јарца. У томе би могла бити веза са Деда Мразом и пореклом божићног јарца у средњовековним прославама Светог Николе. Јарца је тада заменио jultomte (Деда Мраз) или julenisse (вилењак) током друге половине 19. века и почетком 20. века, иако се у Финској још увек назива Joulupukki (божићни јарац), а традиција јарца величине човека је нестала.

## Модерни божићни јарац
Божићни јарац данас је у нордијским земљама најпознатији као божићни украс. Ова модерна верзија фигурице божићног јарца је украсни јарац направљен од сламе и везан црвеним тракама, популарни божићни украс који се често налази испод или на јелки. Велике верзије овог украса се често постављају у градовима око Божића; традиција је започела са јарцом у граду Јевлеу 1960-их.

## Маскирање за Божић
Маскирање за Божић је божићна традиција скандинавског порекла. Између Божића и Нове године, људи који носе маске и костиме иду од врата до врата, где комшије које их примају покушавају да идентификују ко је под маском. У једној верзији маскирања, људи иду од врата до врата певајући божићне песме. Након што отпевају, обично бивају награђени слаткишима. Друга традиција захтева да се бар једна особа из посећеног домаћинства придружи групи и настави до следећег домаћинства.
У одређеним аспектима, обичај је личио на савремену традицију за Ноћ вештица. Маскиране особе често промене своје гласове и говор тела да би продужили трајање маскенбала. Понудити људима празничне посластице и нешто за пиће је уобичајено. Када се сазна идентитет и када се храна поједе, они настављају до следећег дома.

## Популарна култура
Божићни јарац се помиње у многим старијим божићним песмама које датирају из касног 19. и почетка 20. века, када традиција Деда Мраза није била у потпуности успостављена широм Шведске. 

## Галерија
- Божићни јарац у Стокхолму
- Украс за јелку од сламе
- Божићни орнаменти јарца у Пољској
- Божићни јарац Џона Бауера(1912)
- Сламнати божићни јарац из Пољске

## Други извори
- Reade, Arthur (1919). Finland and the Finns. (Dodd, Mead and Company)
- Rossel, Sven H.; Elbrönd-Bek, Bo  Christmas in Scandinavia. Lincoln: University of Nebraska Press. 1996. ISBN 0-8032-3907-6.
- Berg, Knut Anders (1993). Julen i norsk og utenlandsk tradisjon. ISBN 8205217688. (Oslo: Gyldendal)